# Kirche Seckenburg
Die Kirche Seckenburg (vor 1924 auch Kirche Groß Kryszahnen) war von 1891 bis 1945 evangelisches Gotteshaus für das Kirchspiel des einst ostpreußischen und heute Sapowednoje genannten Ortes in der russischen Oblast Kaliningrad (Gebiet Königsberg (Preußen)).

## Geographische Lage
Sapowednoje liegt 19 Kilometer nordwestlich der Kreisstadt Slawsk (Heinrichswalde) und ist über eine Nebenstraße, die bei Timirjasewo (Neukirch) von der russischen Fernstraße R 513 abzweigt, über Dublinino (Doblienen) zu erreichen. Eine Bahnanbindung besteht nicht mehr, seit die Kleinbahnlinie Brittanien–Seckenburg der Niederungsbahn (Elchniederungsbahn) außer Betrieb gesetzt wurde.
Die äußerlich ausgebesserte Ruine der Kirche Seckenburg befindet sich nördlich der Durchgangsstraße (ul. Sowetskaja), südlich der Gilge (russisch: Matrossowka) und östlich des Nemoninki-Kanals (früheres Flüsschen Wiepe).

## Kirchengebäude
Die Kirche – ein unverputzter Backsteinbau aus den Jahren 1890/91 wurde am 16. Dezember 1891 eingeweiht. Im Jahre 1896 wurde der halb eingezogene quadratische und massive Turm vollendet. Die Kirche verfügte über einen schlicht gehaltenen Innenraum. Der Kanzelaltar stand etwas erhöht. Im Hintergrund des Kanzelkorbes befand sich das mittlere von drei Glasbildfenstern. Die Orgel aus dem Jahr 1894 war ein Werk des Königsberger Orgelbaumeisters Max Terletzki. Im Jahre 1898 bekam der Turm eine Uhr.
Das Geläut bestand aus zwei Glocken.
Unbeschadet kam die Kirche durch den Zweiten Weltkrieg. Danach wurde sie zweckentfremdet und als Lagerhalle genutzt. Zwar wurden im Westen eine Toröffnung für Fahrzeuge geschaffen und die Fenster vermauert, doch war noch 1990 das Gebäude, dessen Innenausstattung abhandengekommen ist, in relativ gutem Zustand. Seit spätestens 2006 sind starke Zerfallserscheinungen sichtbar, aber in den 2010er Jahren wurden erste Ausbesserungsarbeiten an der Ruine vorgenommen. Eine Wiederbenutzung als Gotteshaus ist derzeit nicht möglich und bleibt für die Zukunft fraglich.

## Kirchengemeinde
Eine eigene evangelische Kirchengemeinde wurde in dem damaligen Groß Kryszahnen im Jahre 1890 gegründet. Bis dahin war das Dorf mit seinen Nachbarorten der Kirche Alt Lappienen (1938 bis 1946: Rauterskirch, heute russisch: Bolschije Bereschki) zugeordnet. Bereits ab 1888 versah ein eigener Geistlicher hier seinen Dienst. Auch wurden damals hier schon Gottesdienste gefeiert, die im Gasthaus stattfanden.
Die Kirchengemeinde Seckenburg war patronatslos. Im Jahre 1925 gehörten zu ihr 4.678 Gemeindeglieder, die in mehr als 20 Kirchspielorten lebten. Bis 1945 bestand die Kirchengemeinde, die zum Kirchenkreis Niederung (Elchniederung) in der Kirchenprovinz Ostpreußen der Kirche der Altpreußischen Union gehörte. Der letzte offizielle Gottesdienst in der Kirche Seckenburg fand am 29. Oktober 1944 mit dem Ortspfarrer Albert Daase statt. Für die verbliebenen Einwohner hielt Pfarrer Otto Kybelka aus Memel (heute litauisch: Klaipėda) noch in den Jahren 1945 und 1946 sporadische Gottesdienste.
Aufgrund von Flucht und Vertreibung der einheimischen Bevölkerung kam das kirchliche Leben in Seckenburg zum Erliegen. Heute liegt Sapowednoje im Einzugsbereich der neu entstandenen evangelisch-lutherischen Kirchengemeinde in Slawsk (Heinrichswalde). Sie ist Pfarrgemeinde der gleichnamigen Kirchenregion in der Propstei Kaliningrad (Königsberg) der Evangelisch-lutherischen Kirche Europäisches Russland.

### Kirchspielorte
Im Jahre 1890 wurden die Ortschaften und Wohnplätze südlich von Alt Lappienen aus der Kirche Alt Lappienen aus- und in das neu errichtete Kirchspiel der Kirche Seckenburg eingegliedert:
| Name                                          | Änderungsname 1938 bis 1946 | Russischer Name     |  | Name                         | Änderungsname 1938 bis 1946 | Russischer Name |
| --------------------------------------------- | --------------------------- | ------------------- |  | ---------------------------- | --------------------------- | --------------- |
| Alt Seckenburg                                |                             | Kuwschinowo         |  | Meyruhnen, Forst             | Quednau, Revierförsterei    |                 |
| Baumkrug                                      |                             |                     |  | Packieser                    |                             |                 |
| Bönkenwiese                                   |                             | Kustowo             |  | Pakuß                        | Kussenberg                  | Schirokoje      |
| Budehlischker Berahmung ab 1926: Grünwiese    |                             | Seljony Dol         |  | Polenzhof                    |                             | Poretschje      |
| Elbings Kolonie                               |                             | Bolschaja Nemoninka |  | Schalteick                   | Schalteck                   | Kolzowka        |
| Ginkelsmittel                                 |                             | Prodolnoje          |  | Schaugsten                   | Altengilge                  | Sennoje         |
| Groß Kryszahnen, ab 1924: Seckenburg          |                             | Sapowednoje         |  | Smalupp, Forst               | Brandenburg Kr. Niederung   |                 |
| Jodgallen                                     | Grünhausen                  | Lugowoje            |  | Siberien, Forst              |                             |                 |
| Kastaunen, Dorf                               |                             |                     |  | Tawell                       |                             |                 |
| Klein Friedrichsgraben                        |                             | Malaja Nemoninka    |  | Tawellningken, Dorf          | Tawellenbruch               | Bisserowo       |
| Klein Kryszahnen                              |                             |                     |  | Tawellningken, Forst         |                             |                 |
| Labegraschen                                  | Kleinschalteck              |                     |  | Tawellningken, Oberförsterei |                             |                 |
| Marienbruch, Forst, ab 1931: Kastaunen, Forst |                             |                     |  | Warsze, ab 1936: Warsche     |                             | Kirillowo       |

### Pfarrer
Zwischen 1888 und 1945 amtierten an der Kirche Seckenburg als Geistliche:
| - Hermann Otto Arthur Salopiata, 1888–1891 - Emil Theodor Nicolaus, 1891–1902 - Alfred Dümke, 1902–1935 - Albert Daase, 1935–1945 |